# Pierre Denis Guibaut

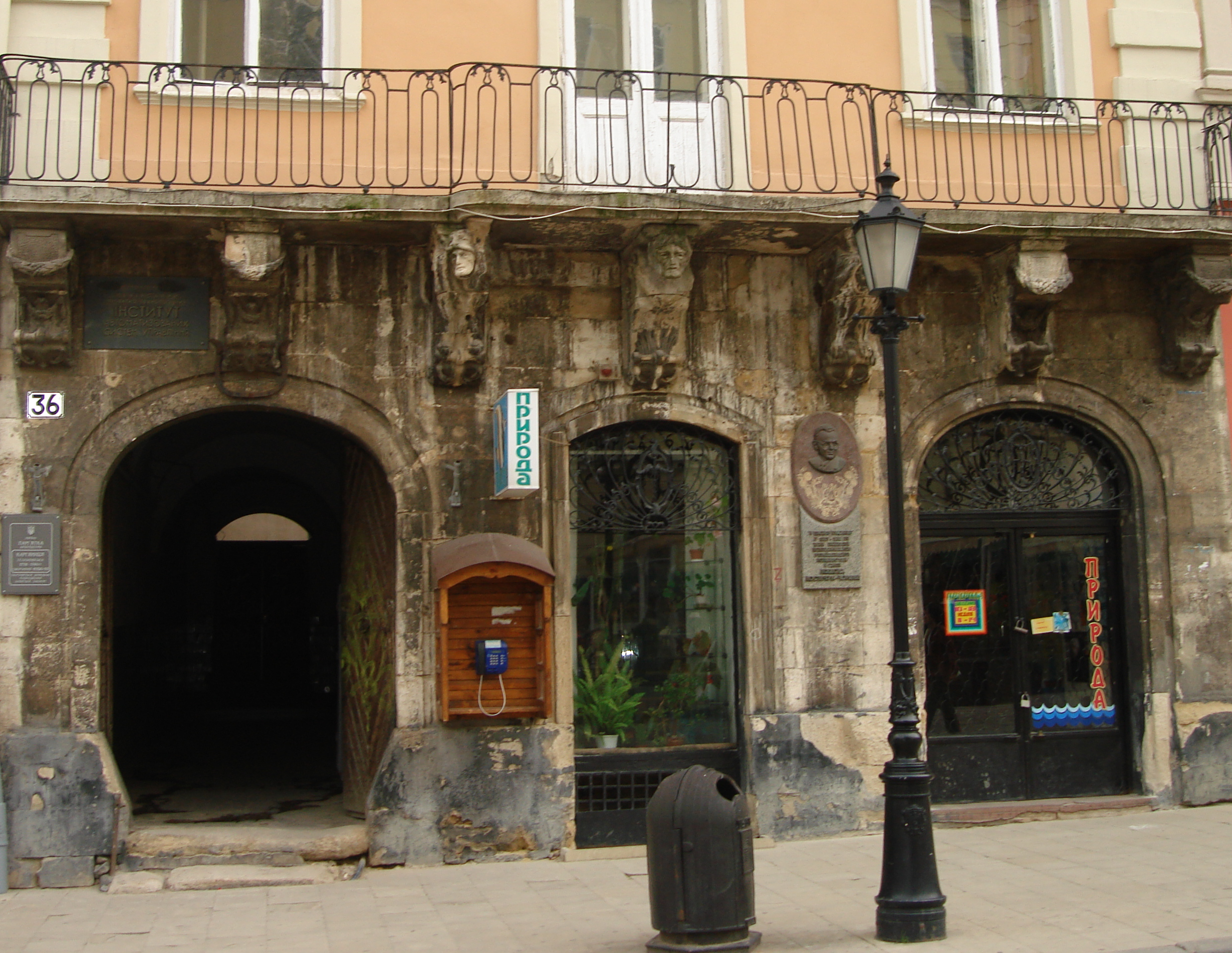
Lwów, Rynek 36 - Kamienica Gielazynowska z XVI w., przebudowana w latach 1778-81 wg projektu Piotra Guibaut

Pierre Denis Guibaut (również jako Piotr Guibaut) (ur. 1740, zm. 1 marca 1830 we Lwowie) – francuski architekt tworzący w Galicji; związany twórczością ze Lwowem, pedagog.

## Życiorys
Uczył rysunku architektonicznego na Wydziale Sztuk Pięknych Uniwersytetu Lwowskiego, równocześnie pełnił funkcję inspektora budownictwa miejskiego. Zaprojektował oświetlenie lwowskich ulic, nadzorował prace związane z budową sieci ulic i dróg miejskich w miejscu wyburzanych murów miejskich i na terenach po niwelacji na przełomie XVIII i XIX wieku. Pomiędzy 1793 a 1796 mieszkał we własnej kamienicy przy ulicy Rutowskiego (obecnie ul. Teatralna 18) we Lwowie, należał do działającej we Lwowie loży masońskiej. Był właścicielem folwarku w Snopkowie, od jego nazwiska obecna ulica Stusa nosiła pomiędzy 1863 a 1871 nazwę Gibówka.

## Dorobek architektoniczny
Tworzył w stylu wczesnego klasycyzmu.
- Kamienica Gielazynów przy Rynku 36 we Lwowie, zbudowana na zamówienie kupca Franciszka Reslera /1778-1781/;
- Przebudowana kamienic przy ulicy Ormiańskiej 13 we Lwowie, w zasadzie budowa nowego budynku z wkomponowaniem pozostałości poprzedniego. Zbudowana przez Piotra Polejowskiego, jego brat Maciej wykonał zdobienia elewacji /1781-1783/;
- Dworek w Snopkowie, zbudowany jako dom własny w 1790. W latach 1926–1927 Feliks Markowski dokładnie opisał cały folwark;
- Założenie parkowe w majątku Ignacego Cetnera we Lwowie, zwanego w czasach późniejszych Cetnerówką /1781/;
- Rozbudowa Pałacu Biesiadeckich przy Placu Halickim 10, zachowała się umowa pomiędzy Guibautem a nadwornym łowczym Antonim Bilskim z 24 stycznia 1780, a także akta sądowe z lat 1782-1783, w których Guibaut domaga się zapłaty za wykonane prace;
- Własna kamienica przy ulicy Rutowskiego (obecnie ul. Teatralna 18), wcześniejsza od obecnej. Zbudowana w 1793, sprzedana w 1796. Nowy nabywca przebudował dom lub wybudował nowy w 1804.

### Prace przypisywane
- polski architekt Olgierd Czerner twierdzi, że w 1785 Guibaut przebudował lwowską akademię teatralną na więzienie.
- ukraiński historyk Jurij Biriulow przypisuje Guibautowi ufundowany przez Ignacego Cetnera kościół w Krakowcu, który zbudowano w latach 1785-1787.